# گیل استورم
گِیل استورم (انگلیسی: Gale Storm; ۵ آوریل ۱۹۲۲ – ۲۷ ژوئن ۲۰۰۹) یک خواننده، و هنرپیشه اهل ایالات متحده آمریکا بود.